# Fantastic Contraption (jeu vidéo, 2016)
Fantastic Contraption est un jeu vidéo de réalité virtuelle pour HTC Vive et PlayStation VR dans lequel les joueurs construisent des machines à partir de matériaux de construction pour relever les défis. Il est sorti lors du lancement du HTC Vive le 5 avril 2016 et est sorti sur PlayStation VR en juillet 2017.

## Système de jeu
L'objectif du joueur est d'amener des objets spécifiques vers une zone indiquée et il doit construire des mécanismes pour compléter l'objectif.

## Publication
Fantastic Contraption a été initialement publié en 2008 en tant que free-to-play avant d'être refait pour la réalité virtuelle,,.

## Accueil
La critique de Gizmodo Australia a écrit que Fantastic Contraption était facilement son titre de lancement préféré, car il ne trouvait aucun des autres titres intéressant. Polygon a écrit que le streaming de "réalité mixte" de l'équipe de développement (qui montre le joueur dans l'environnement de réalité virtuelle) a rendu le support "social".